# Symphygas
Symphygas is een geslacht van vlinders uit de familie van de Tortricidae (Bladrollers). Het geslacht werd voor het eerst wetenschappelijk beschreven door Common in 1963.

## Soorten
Het genus bevat de volgende soort:

- Symphygas nephaula (Meyrick, 1910)